# 伊索配斯
伊索配斯（英語：Clodius Aesopus），约活动于公元前1世纪前后。古罗马最著名的悲剧演员之一。曾指导西塞罗的演说。贺拉斯对他有很高的赞誉，将他与古罗马喜剧演员罗西乌斯相提并论。他因为过分投入而在表演中致人死亡。公元前55年，他在罗马统治者庞培的新剧院演出后息演。

## 扩展阅读
- 本条目包含来自公有领域出版物的文本: Chisholm, Hugh (编).  (第11版). London: Cambridge University Press. 1911.